# Zygmunt Bauman
 (mai 2025).
Si vous disposez d'ouvrages ou d'articles de référence ou si vous connaissez des sites web de qualité traitant du thème abordé ici, merci de compléter l'article en donnant les références utiles à sa vérifiabilité et en les liant à la section « Notes et références ».
Pour les articles homonymes, voir Bauman.
Zygmunt Bauman, né le 19 novembre 1925 à Poznań (Pologne) et mort le 9 janvier 2017 à Leeds (Royaume-Uni), est un philosophe et sociologue né   polonais puis devenu citoyen britannique. Doctorant et enseignant à la London School of Economics, il était également professeur émérite à l'université de Leeds.
Ancien agent des services de sécurité et de répression de l'opposition, il est l'un des principaux représentants de l'École postmoderne. Sa théorie politique est également proche de l'École de Francfort. Il est l'inventeur des concepts sociologiques de « liquidité », de « société liquide » et de « modernité liquide ».

## Biographie
Zygmunt Bauman naît de parents juifs ashkénazes polonais réformés et laïcs non-pratiquants à Poznań en 1925. Lorsque la Pologne est envahie par l'Allemagne en 1939, sa famille s'enfuit vers l'Union soviétique. En 1944, il s'engage dans la Première armée polonaise sous contrôle soviétique, puis il y devient commissaire politique. Il prend part aux batailles de Kolberg et Berlin.
Il est membre du Parti ouvrier unifié polonais au pouvoir (PPR/PZPR) jusqu’en 1968. Il occupe, de 1945 à 1953, la fonction de commissaire politique dans le Corps de la sécurité intérieure (KBW), une unité armée du Ministère de l’Intérieur responsable de la répression contre les opposants au régime pendant la période stalinienne, créée sur le modèle du NKVD. Communiste convaincu pendant et après la Seconde guerre mondiale, Bauman est collaborateur dans les années 1945-1953 des services du renseignement militaire communiste. Son dossier est consultable aux archives de l'Institut de la mémoire nationale (IPN), commission de poursuite des crimes contre la nation polonaise crée en 1989 après la chute du régime communiste en Pologne. Dans le KBW, Zygmunt Bauman a atteint le grade de major quand il est soudainement licencié en 1953, après que son père a pris contact avec l'ambassade d'Israël à Varsovie en vue d'émigrer en Israël. Dans une interview au Guardian, Zygmunt Bauman reconnaît qu'il a été un communiste convaincu pendant et après la Seconde Guerre mondiale. Cependant, il a admis que l'adhésion au service de renseignement militaire à 19 ans était une erreur.
Pendant son service dans le KBW, Zygmunt Bauman étudie d'abord les sciences sociales à l'Académie des sciences sociales de Varsovie (école des cadres du Parti ouvrier unifié polonais), puis il continue à étudier la philosophie à l'Université de Varsovie : la sociologie avait temporairement été rayée des universités polonaises comme discipline « bourgeoise ». Ses professeurs à Varsovie étaient Stanisław Ossowski et Julian Hochfeld, entre autres. Il obtient sa maîtrise de philosophie en 1954 et devient professeur à l'université de Varsovie, où il enseigne la philosophie et la sociologie et devient l'un des principaux éditeurs de la revue en polonais Études sociologiques. Dans un contexte de persécutions antisémites, il est évincé du Parti communiste polonais et exclus de l'université durant la crise de mars 1968, sous prétexte qu'il a corrompu la jeunesse polonaise. Il est contraint d’abandonner la nationalité polonaise pour quitter le pays, il s'exile alors en Israël avant de rejoindre l'université de Leeds en 1971. Il prend sa retraite en 1990.

## Thématiques

### Période polonaise (1957-1968)
Zygmunt Bauman s’inscrit dans la tradition du marxisme hétérodoxe : il analyse les travers de la société communiste polonaise en vue de parfaire le projet soviétique. Ce projet le conduira vers des positions de plus en plus critiques envers l’orthodoxie communiste.

### Sociologie critique (1971-1982)
À son arrivée au Royaume-Uni, Zygmunt Bauman développe une pensée humaniste où la sociologie est comprise comme un outil d’émancipation qui s’oppose à celle des « sociologues de pouvoir » qui, en URSS comme aux États-Unis, respectivement inspirés par le marxisme dogmatique ou la pensée managériale, ont pour seul but de fournir des prévisions socio-quantitatives aux gouvernements. Sous l’influence de Georg Simmel, il analyse l’ambivalence des êtres sociaux qui sont à la fois à la recherche de la sécurité et de la liberté.

### Critique de la modernité (1987-1991)
Durant les années autour de la chute du mur de Berlin, Zygmunt Bauman publie une trilogie,, qui est à la base de sa critique de la modernité. Il met en évidence l’essence totalitaire de la modernité où la sécurité occupe une place envahissante au détriment de la liberté. Selon lui, le « projet moderne » a consisté à confier à l’État l’ensemble des outils d’organisation et de régulation de la vie sociale. Il parle à cet égard d’ « État jardinier » destiné à trier entre éléments utiles et nocifs. Dans cette optique, la Shoah est un phénomène typiquement moderne de par sa nature organisée et bureaucratique. Il rejoint de ce point de vue la thèse de la banalité du mal de Hannah Arendt.

### L’ère postmoderne puis les sociétés liquides (depuis 1992)
À partir des années 1990, Zygmunt Bauman étudie les sociétés occidentales contemporaines, les qualifiant d’abord de postmodernes puis de liquides. Selon lui, avec l’entrée dans l’ère de la consommation, les sociétés postmodernes ont renversé le déséquilibre moderne entre la sécurité et la liberté au profit de la liberté. Dérégulée et privatisée, la liberté mine les filets de sécurité communs. L’État joue alors le rôle d’un « garde-chasse » pour assurer l’ordre social dans un monde où chacun est livré à lui-même. Le plaisir, la consommation et la liberté individuelle forment le cœur de la société postmoderne où l’autonomie n’est toujours pas assurée faute de possibilités de sécurité collectives. Zygmunt Bauman illustre ce changement en décrivant par exemple la télé-réalité comme une métaphore du monde global, où « ce qui est mis en scène, c'est la jetabilité, l'interchangeabilité et l'exclusion » dans une société ultra-concurrentielle de « précarisation sociale ».
En 1998, Zygmunt Bauman lance sa métaphore de la « société liquide »,  concept pour lequel il opte afin de remplacer celui de postmodernité. La « société liquide » s’oppose à la « société solide » où les structures de l’organisation commune seraient créées collectivement. Dans la « société liquide », l’unique référence est l’individu intégré par son acte de consommation. Statut social, identité ou réussite ne sont définis qu’en termes de choix individuels et peuvent varier, fluctuer rapidement au gré des exigences de flexibilité. Il définit les relations sociales comme de plus en plus impalpables dans la société actuelle. Il prend l'exemple de l'amour ou du sentiment comme témoin de cette impalpabilité de relations fondées « jusqu’à nouvel ordre » : la société est liquide, parce que les liens permanents entre hommes et femmes sont devenus impossibles.
Selon lui, la société de consommation actuelle et le modèle économique néolibéral sont responsables de cette injonction faite à chaque individu consommateur de s’adapter au monde contemporain (liberté incertaine) sans en fournir les moyens (sécurité rassurante). Les problèmes sont globaux et la politique locale, le lien entre pouvoir et politique est desserré car le contrôle social est décentralisé au profit des tentations diffuses de la consommation.
Le concept de redondance de la misère peut aussi lui être attribué. Dans Vies perdues, il le définit comme le développement de zones de pauvreté concentrées autour des villes, et dans les zones de récupération des déchets consommables. Il prend pour illustrer ce concept la métaphore d'Italo Calvino de la ville des nouveautés et des montagnes de récupération.
Mais, si la modernité est dévoyée, elle reste un projet légitime, car un besoin très fort de la soumettre à l'interprétation perdure. La modernité, à savoir, selon Bauman, une société guidée par le projet de créer un monde commun et un univers de sens explicite, est une promesse qui reste à tenir, et dont le potentiel reste inexploité.

## Œuvres traduites en français
- Le coût humain de la mondialisation, Hachette, 1999.
- Modernité et holocauste, La Fabrique, 2002, rééd. Complexe, 2009.
- La Vie en miettes. Expérience postmoderne et moralité, Paris, Hachette, 2003.
- L'Amour liquide, De la fragilité des liens entre les hommes (Liquid Love, 2003), Éditions du Rouergue, 2004.
- La société assiégée (Society Under Siege, 2002), Le Rouergue/Chambon, 2005  (ISBN 2-84156-699 4).
- La Vie liquide, Le Rouergue/Chambon, 2006.
- Vies perdues : La modernité et ses exclus, Payot, 2006.
- La Décadence des intellectuels. Des législateurs aux interprètes, Chambon, Actes Sud, 2007.
- Le présent liquide, Seuil, 2007.
- S'acheter une vie, Chambon, 2008.
- L'éthique a-t-elle une chance dans un monde de consommateurs?, Climats/Flammarion, 2009.
- Identité, L'Herne, 2010.
- « Guerres d'entropie négative », in Entropia, no 8 : Territoires de la décroissance, Parangon, printemps 2010.
- Les riches font-ils le bonheur de tous ? (Does the Richness of the Few Benefit Us All?, 2013), Armand Colin, 2014.
- Babel, avec Ezio Mauro et Béatrice Didiot, éditions du CNRS, 2017  (ISBN 9782271091697)
- Collectif , préface de Heinrich Geiselberger (trad. de l'allemand par Frédéric Joly (anglais et allemand) et Jean-Marie Saint-Lu (espagnol)), L'Âge de la régression, Paris, éditions premier parallèle, 13 avril 2017, 328 p. (ISBN 979-10-94841-48-8)
- Retrotopia, Premier Parallèle, 2019.
- Étrangers à nos portes : pouvoir et exploitation de la panique morale, préface de Michel Agier (trad. de l'anglais par Frédéric Joly), Premier Parallèle, septembre 2020.  (ISBN 978-2-85061-034-9)